# 今宮道義
今宮 道義（いまみや みちよし、生没年不詳）は、常陸国佐竹氏家臣で後に久保田藩士。今宮義透（大学）の曾祖父。常陸国佐竹氏領、久保田藩の修験・社人頭領。通称は摂津守、大納言坊、常蓮院。夫人は山方能登守の娘。弟に今宮義僚、子に今宮義賢（摂津守、凉松院）、娘（大山右近室）がいる。石高400石。別名に義通（よしみち）を掲げるものもある。

## 経歴
佐竹家中引渡衆15家の一つで久慈郡今宮白羽社別当である今宮家は、佐竹義治の庶長子で佐竹義舜の兄にあたる今宮周義（ちかよし）によって創始された家柄である。その跡を継いだ今宮永義（ながよし、大納言、佐竹義舜の庶長子で佐竹義篤の兄）以降は、佐竹氏領内の修験・社人頭領を世襲しており、その孫にあたる道義も先祖同前に佐竹氏領内の修験・社人頭領となる。
陸奥国白川郡寺山城主を務める。
慶長7年（1602年）の佐竹義宣（義篤の曾孫）の久保田藩移封に随行した後も、引き続き修験・社人頭領を勤めて久保田藩内の社人や秋田山伏を統括する。平鹿郡増田に住む。慶長9年(1604年)に仙北郡角館に移住する。